# 妻に嘲笑されるヨブ
『妻に嘲笑されるヨブ』（つまにちょうしょうされるヨブ、仏: Job raillé par sa femme, 英: Job Taunted by his Wife）は、フランス17世紀の画家ジョルジュ・ド・ラ・トゥールが1620-50年頃に制作したキャンバス上の油彩画である。フランスのエピナルにあるヴォージュ美術館に所蔵されている。

## 概要
1915年にジョルジュ・ド・ラ・トゥールを再発見したドイツの美術史家ヘルマン・フォスは、1928年にドイツで出版されたティーメ・ベッカーの『美術家人名総辞典』の中のジョルジュ・ド・ラ・トゥールの項目を担当し、同時にアメリカの雑誌にも記事を執筆した。この時、フォスが作成したカタログには６点が含まれていた。ナント美術館の『聖ペテロの否認』と『聖ヨセフの夢』、レンヌ美術館の『新生児』、ルーヴル美術館の『羊飼いの礼拝』、ベルリン美術館の『聖イレーネに介抱される聖セバスティアヌス』(今日では複製と考えられる)、そして、当時は『囚人を見舞う若い女性』と呼ばれたヴォージュ美術館の本作である。本作は、1829年にヴォージュ美術館に入ったが、当初は17世紀のイタリアの画家の作品であると見られていた。ラ・トゥールへの帰属は1972年の修復の際、署名が発見されたことで確認された。
本作の題名は、『囚人を見舞う若い女性』のほかに『天使に救出される聖ペテロ』ともされたが、1935年にジャン・ラフォンが『妻に嘲笑される聖ヨブ』と特定し、以後批評家たちはその説を受け入れている。しかし、ジョルジュ・イサルロだけは、1972年に、この絵画に描かれているのは「女祭司の服装をした魔術師に介抱される病気の老人」であるとした。
主題は、旧約聖書のヨブ記(２章９-10節) から取られている。一時は富裕で権力を持っていたヨブは短期間に子供を失い、財産と健康も失ったが信心だけは持ち続けた。作品では、ヨブが信心を持ち続けたことで妻に嘲笑されているところが描かれており、妻はヨブに神を呪い、死ぬように促している。
本作の制作年については研究者の間で一致した見解はない。シャルル・ステルランは、ラ・トゥールの若い時代の作品であるとしているが、ピエール・ロザンベールは1650年頃の晩年の作品であると見ている。